# 福島高晴
福島高晴（日语：／ Fukushima Takaharu，1573年—1633年10月27日）是日本安土桃山時代至江戶時代初期的武將、大名。大和國宇陀松山藩藩主。父親是福島正信。母親是松雲院（豐臣秀吉的叔母）。

## 生平
在天正元年（1573年）於尾張國海東郡（現今愛知縣海部市）出生，家中次男。與兄長正則一同仕於從兄豐臣秀吉，被賜予伊予國5千石。在九州平定、小田原征伐、文祿之役中亦有從軍。文祿3年（1594年），被賜予伊勢國長島1萬石。慶長5年（1600年），在關原之戰中，與正則一同加入東軍，並參與會津征伐。在西軍舉兵後，返回本國，並進攻加入西軍的桑名城城主氏家行廣。因為這次功績，在戰後，加增移封至大和國宇陀松山藩3萬石。在移封至宇陀松山後，改修宇陀松山城和整備城下町。因為在藩內顯示出專橫的行為，家臣向德川家康申訴，不過因為兄長正則的舊功，家康沒有追究。
慶長20年（1615年）6月25日，在大坂夏之陣中，被懷疑與豐臣氏內通（一說是秘密向大坂城運入兵糧），於是遭到改易（一說理由是，沒有取得駿府町奉行彦坂光正的許可，在駿府城的大手門附近捕捉向家康申訴的家臣而引起騷動）。在被改易後，自號道牛，並在伊勢國山田蟄居，生活極其貧困。在寬永10年（1633年）9月25日死去。

## 子孫
嫡子正晴（高經）的兒子忠政被賜予5百石，家名被允許存續。忠政的繼承人是養子定正（前田利意的兒子），一直傳至正武、正胤，而正胤因為賭博之罪而被流放。

## 外部連結
- 武家家伝＿福島氏 （页面存档备份，存于）